# Andělín
Andělín je mužské křestní jméno řeckého původu. Pochází z řeckého slova angelos a vykládá se jako „boží, nebesný posel“. Další variantou jména je Anděl nebo Anděloslav.
Ženskou obdobou jména je Anděla.
Podle českého kalendáře měl svátek 11. března, a nově od roku 2011 má svátek 7. listopadu.

## Různé podoby
- Anděl
- Andělík
- Andělíček
- Angelo
- Anďa
- Andělín
- Angel
- Angelos
- Anděloslav

## Andělín v jiných jazycích
- Slovensky, anglicky, bulharsky, srbsky: Angel
- Polsky: Anioł
- Německy: Angelus
- Rusky: Aggel nebo Angel
- Španělsky: Ángel
- Italsky: Angelo
- Rumunsky: Anghel
- Maďarsky: Angelus nebo Angyalos

## Známí nositelé jména
- Andělín Grobelný
- Andělín Novák
- Andělín Šulík